# Dãy núi Bernina
Dãy núi Bernina là một rặng núi thuộc rặng Trung Đông Alps của dãy núi Alps, nằm ở miền đông Thụy Sĩ và miền bắc Ý. Đây là một trong các rặng núi cao nhất của dãy núi Alps, có nhiều sông băng bao phủ. Piz Bernina (4.049 m), đỉnh cao nhất của nó, là ngọn núi cao trên 4.000 m xa nhất về phía đông trong dãy núi Alpes. Ngọn núi được nhiều người leo lên nhất là ngọn Piz Palü.
Dãy núi Bernina chia cách với dãy núi Albula ở phía tây bắc bởi đèo Maloja và thung lũng thượng sông Engadin; chia cách với dãy núi Livigno ở phía đông bởi đèo Bernina; chia cách với rặng Bergamo Alps ở phía nam bởi thung lũng sông Adda (Valtellina); và chia cách với dãy núi Bregaglia ở phía tây nam bởi đèo Muretto. Dãy núi Bernina là đầu nguồn của các sông Adda, Inn và sông Maira (Mera ở Ý).

Từ Bernina Alps cũng được dùng với nghĩa rộng gồm cả dãy núi Bernina và dãy Bregaglia. 

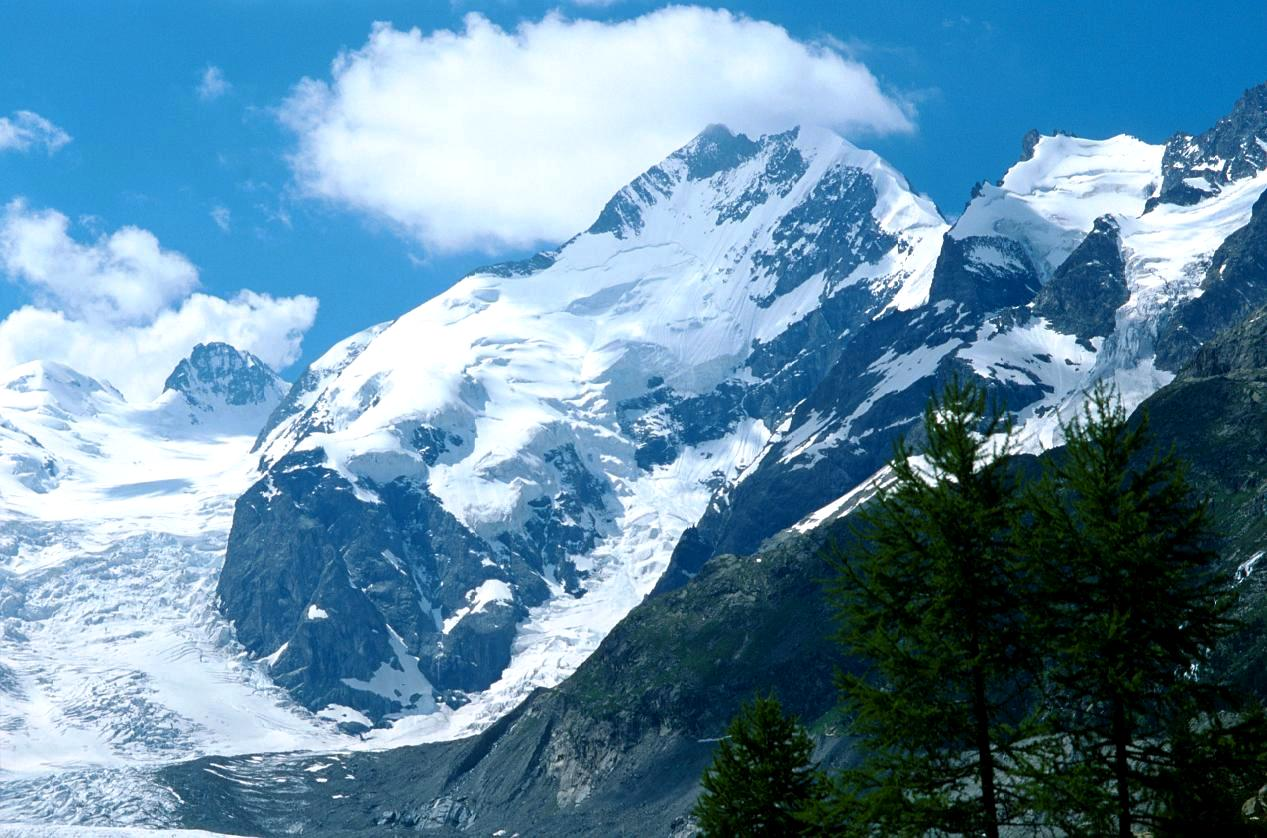
Piz Bernina

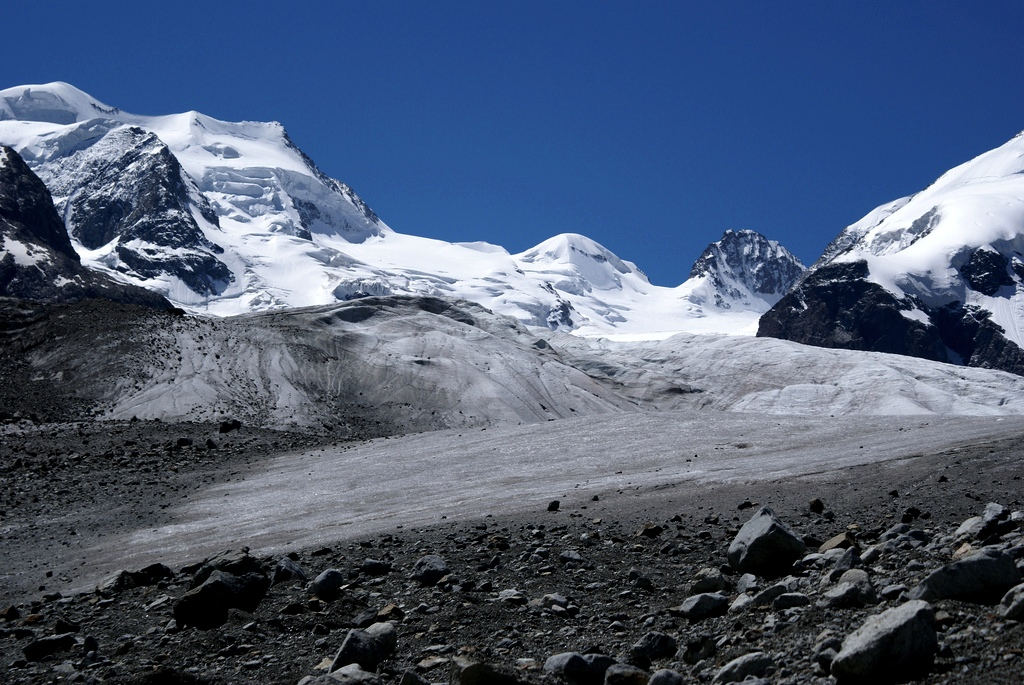
sông băng Morteratsch

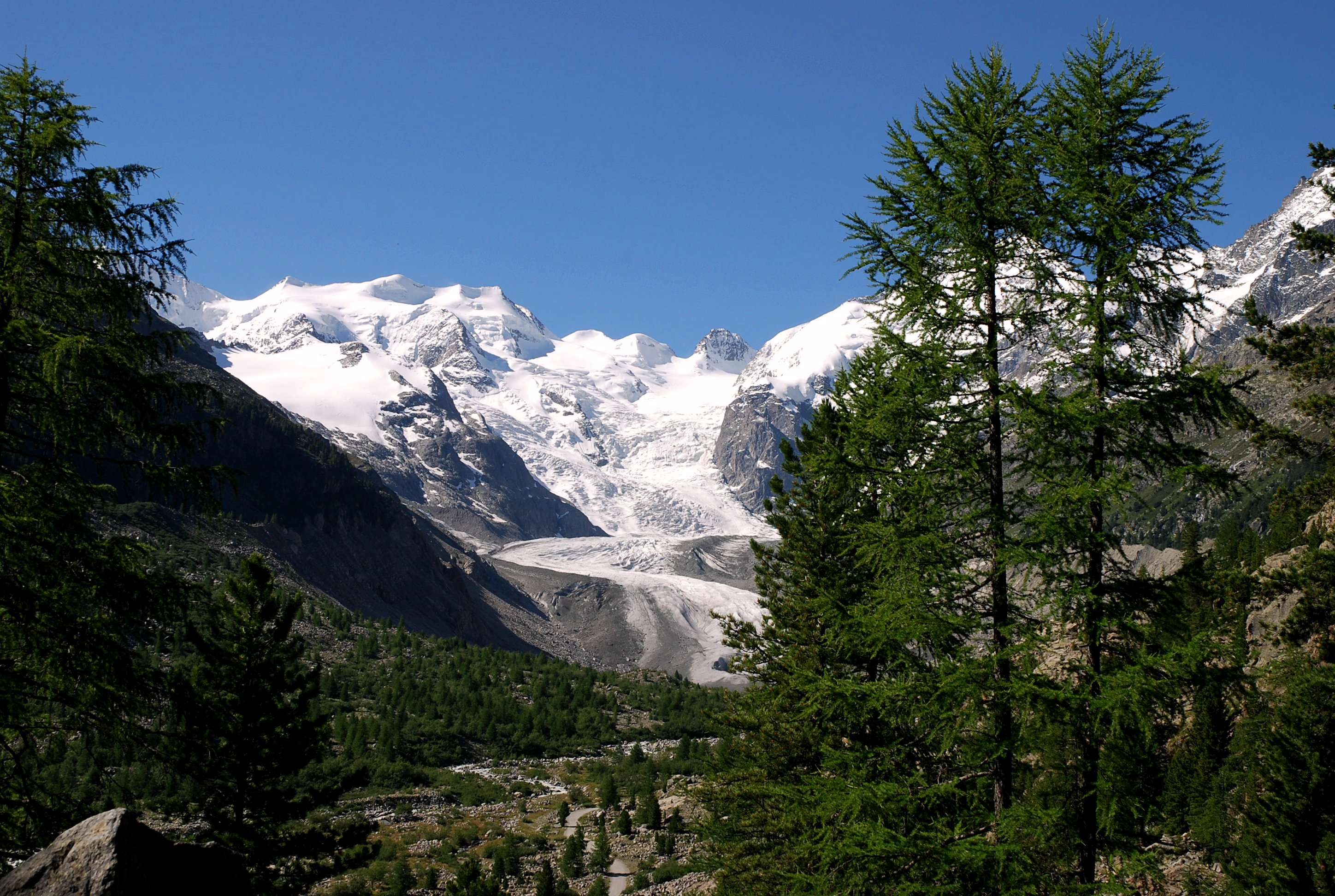
Bellavista (bên trái)

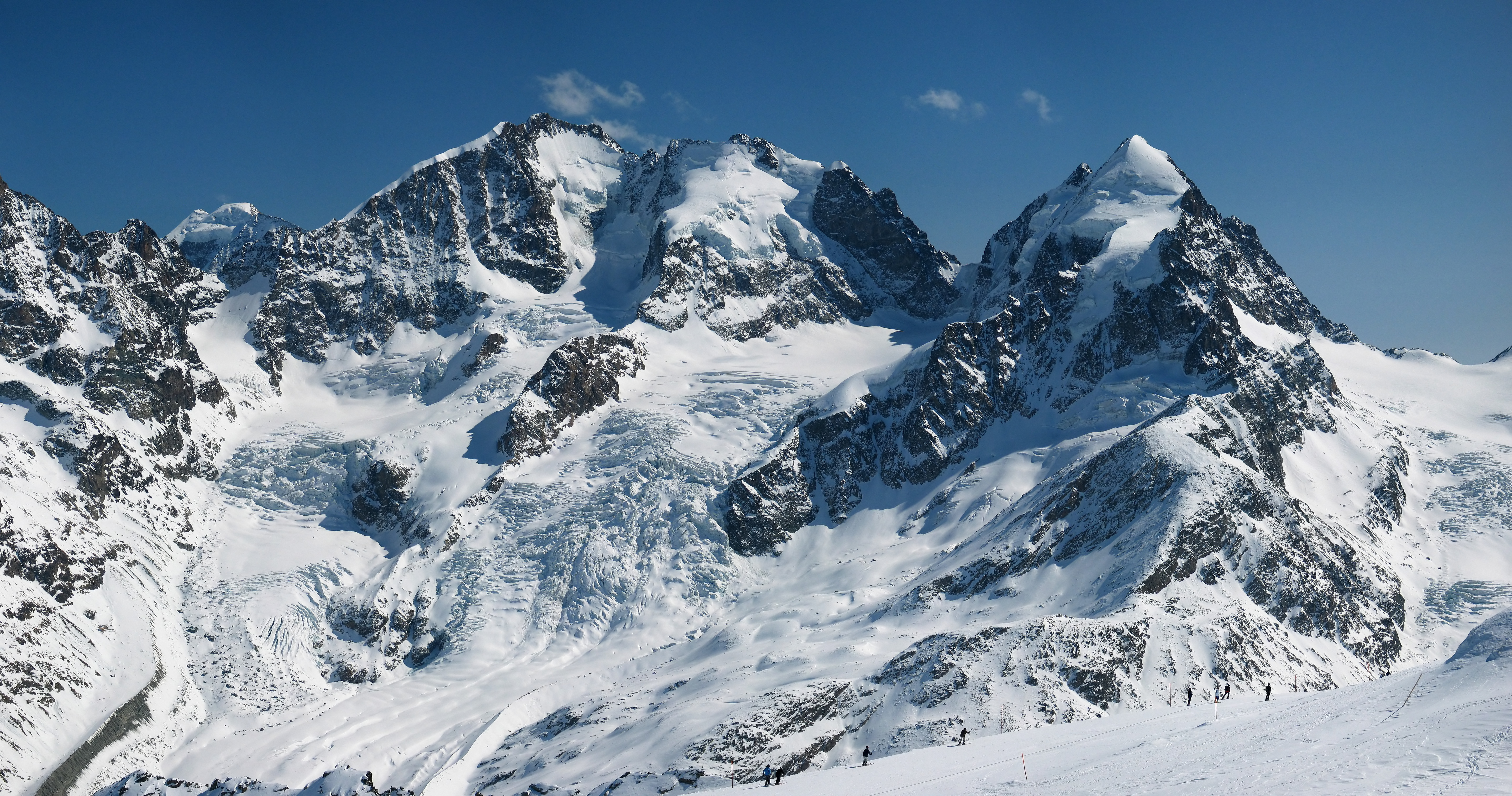
Piz Bernina và Piz Roseg

## Các ngọn núi chính
| Ngọn             | Độ cao (m/ft) | Độ cao (m/ft) |
| ---------------- | ------------- | ------------- |
| Piz Bernina      | 4,049         | 13,304        |
| Piz Zupò         | 3,995         | 13,110        |
| Piz Alv          | 3,995         | 13,110        |
| Piz Scerscen     | 3,971         | 13,028        |
| Piz Argient      | 3,945         | 12,943        |
| Piz Roseg        | 3,937         | 12,916        |
| Bellavista       | 3,922         | 12,867        |
| Piz Palü         | 3,905         | 12,835        |
| Crast' Agüzza    | 3,869         | 12,694        |
| Piz Morteratsch  | 3,751         | 12,306        |
| Piz Tschierva    | 3,546         | 11,634        |
| Piz Varuna       | 3,462         | 11,359        |
| Piz Corvatsch    | 3,451         | 11,322        |
| Cima di Castello | 3,400         | 11,155        |
| Pizzo Scalino    | 3,323         | 10,903        |
| Munt Pers        | 3,207         | 10,522        |
| Piz da la Margna | 3,158         | 10,361        |

## Các sông băng chính

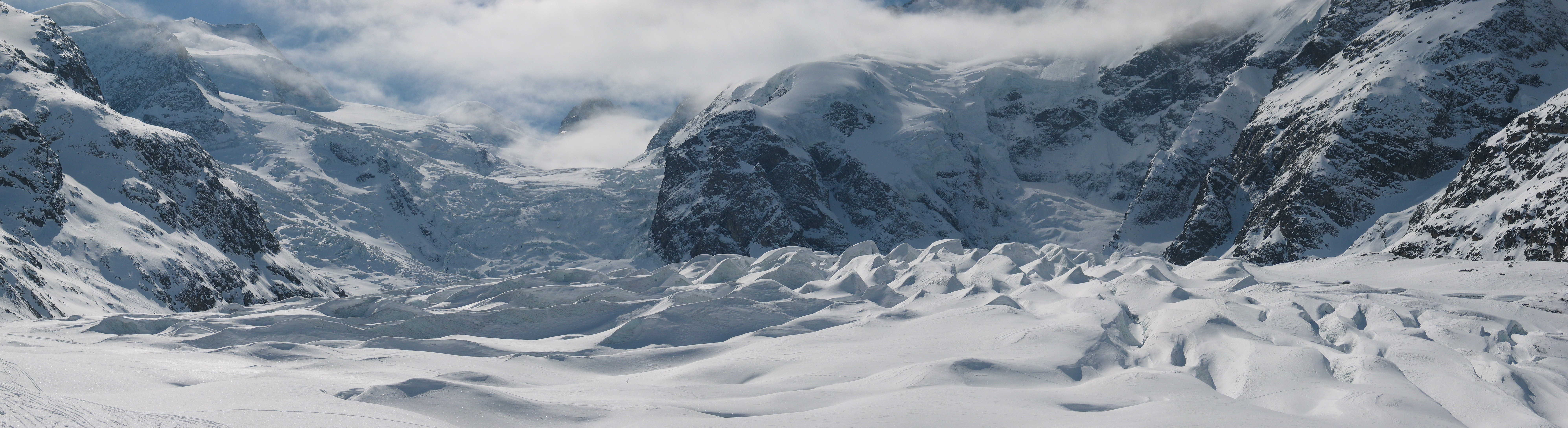
Toàn cảnh sông băng Morteratsch.

- Sông băng Morteratsch
- Sông băng Roseg
- Sông băng Tschierva
- Sông băng Palü

## Các đèo chính
| Đèo                   | vị trí                                 | loại            | Độ cao (m/ft) | Độ cao (m/ft) |
| --------------------- | -------------------------------------- | --------------- | ------------- | ------------- |
| Fuorcla Bellavista    | Pontresina tới Chiesa in Valmalenco    | tuyết           | 3684          | 12,087        |
| Fuorcla Crast' Agüzza | Pontresina tới Chiesa in Valmalenco    | tuyết           | 3601          | 11,814        |
| Fuorcla Tschierva     | Pontresina tới Chiesa in Valmalenco    | tuyết           | 3527          | 11,572        |
| Fuorcla Sella         | Pontresina tới Chiesa in Valmalenco    | tuyết           | 3304          | 10,840        |
| Passo di Bondo        | Bondo tới Bagni di Masino              | tuyết           | 3117          | 10,227        |
| Passo di Castello     | Maloja tới Morbegno                    | tuyết           | 3100          | 10,171        |
| Passo Tremoggia       | Sils tới Chiesa in Valmalenco          | tuyết           | 3021          | 9912          |
| Passo di Mello        | Chiareggio tới Val Masino              | tuyết           | 2991          | 9813          |
| Diavolezza Pass       | Bernina road tới sông băng Morteratsch | tuyết           | 2977          | 9767          |
| Passo di Zocca        | Vicosoprano tới Val Masino             | tuyết           | 2743          | 9000          |
| Muretto pass          | Maloja tới Chiesa                      | tuyết từng phần | 2557          | 8389          |
| Bernina Pass          | Pontresina tới Tirano                  | đường xe        | 2330          | 7645          |
| Maloja Pass           | St Moritz tới Chiavenna                | đường xe        | 1809          | 5935          |

## Các nhà sơ sài trên núi
| Tên                   | Độ cao (m/ft)  | Quốc gia | Vị trí                                                   |
| --------------------- | -------------- | -------- | -------------------------------------------------------- |
| Chamanna da Coaz      | 2.610 / 8.563  | Thụy Sĩ  | Cuối Val Roseg                                           |
| Chamanna da Boval     | 2.495 / 8.186  | Thụy Sĩ  | Val Morteratsch, dưới Piz Morteratsch                    |
| Chamanna da Tschierva | 2.583 / 8.474  | Thụy Sĩ  | bên trái của Vadret Tschierva, dưới ngọn Piz Morteratsch |
| Rifugio Marco e Rosa  | 3.597 / 10.801 | Ý        |                                                          |